# Lyon–Genf-vasútvonal
A Lyon-Perrache–Genf-vasútvonal egy 167,6 km hosszúságú, 25 kV 50 Hz áramrendszerrel villamosított, normál nyomtávolságú, Lyon és La Châtelaine között kétvágányú nemzetközi vasútvonal a franciaországi Lyon és a svájci Genf között.
A vonalon TGV-k közlekednek Genf-Párizs és Genf-Dél-Franciaország között. A regionális forgalmat a TER Rhône-Alpes, a Rhône Express Regional személyszállító vonatai jelenik, ezen kívül még tehervonatok használják a pályát..
A vasútvonal a francia RFF-nél 890 000 számon szerepel

## Galéria

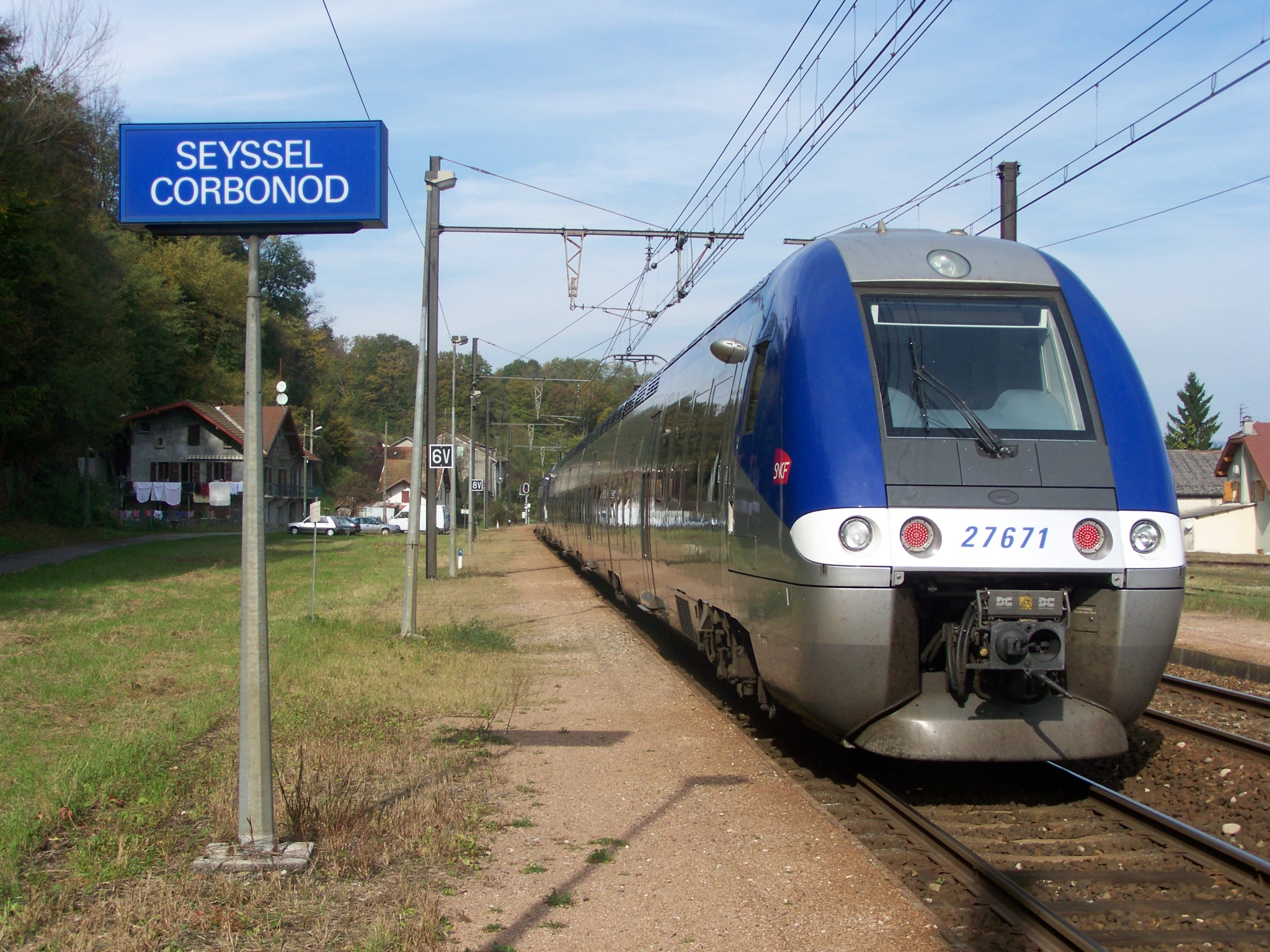
Regionális vonat Seyssel-Corbonod állomáson
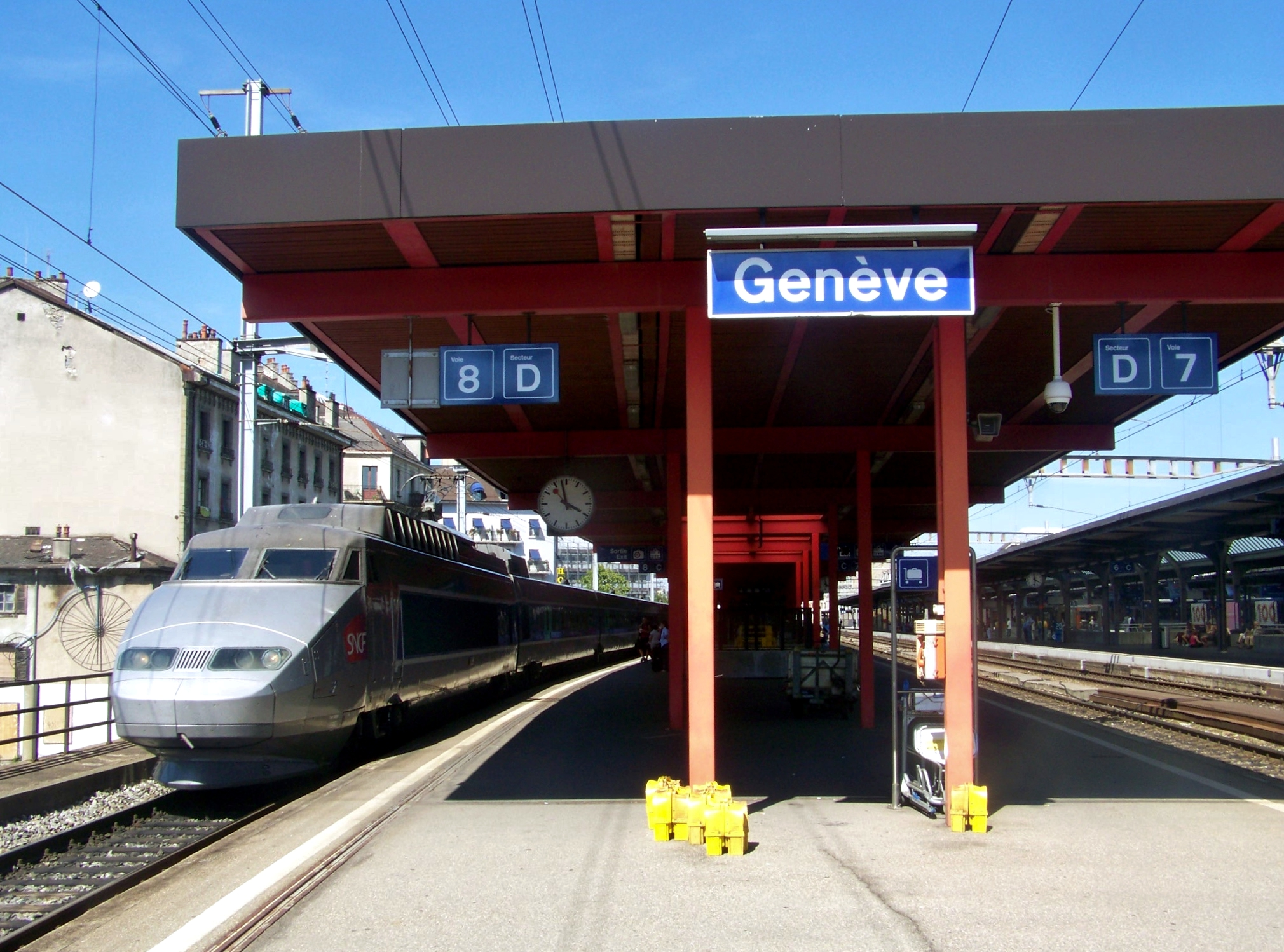
TGV Genfben
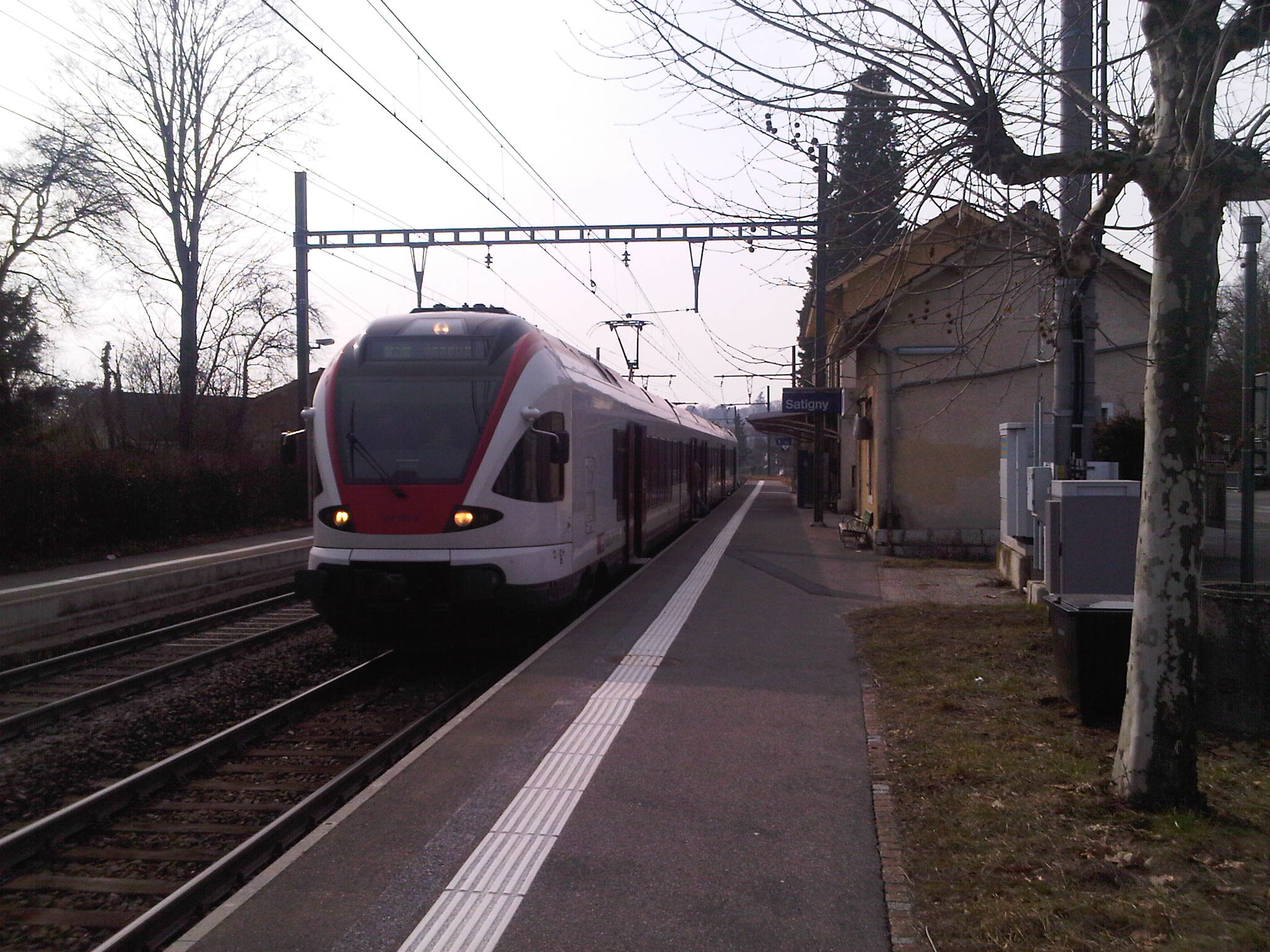
Flirt a vonalon
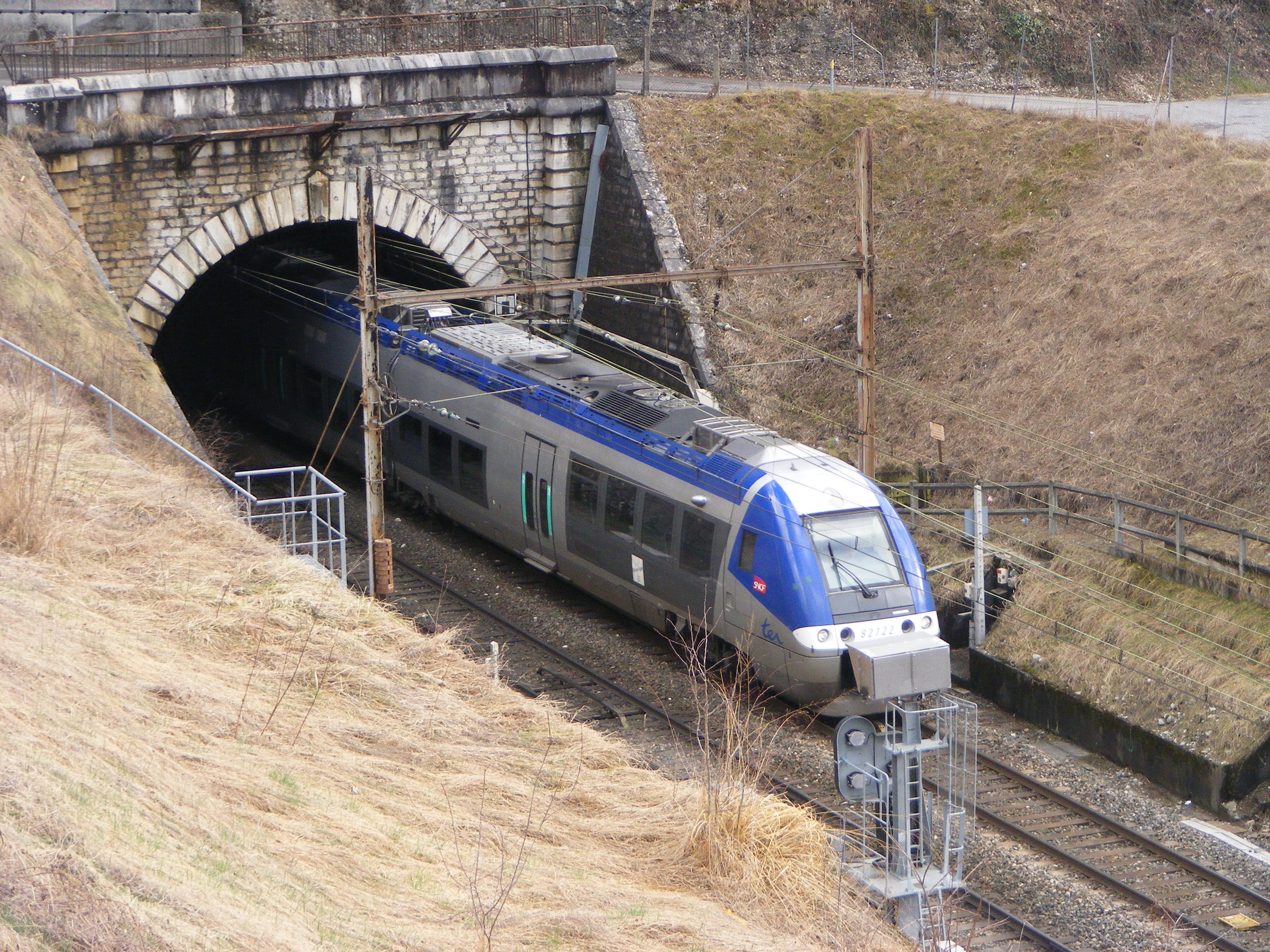
Regionális vonat bukkan elő a Cret d Eau alagútból
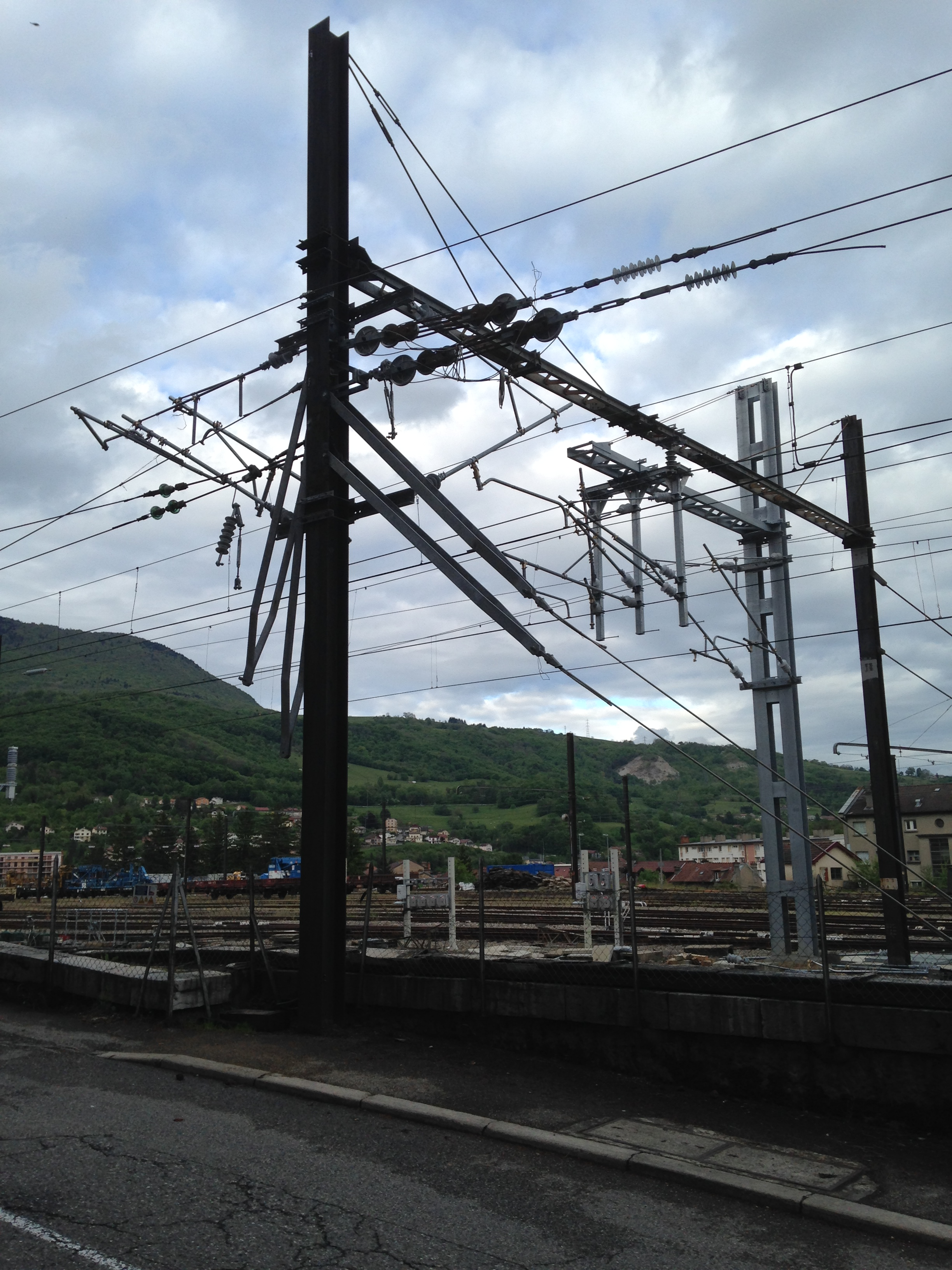
Az új 25 kV 50 Hz-es felsővezeték-rendszer
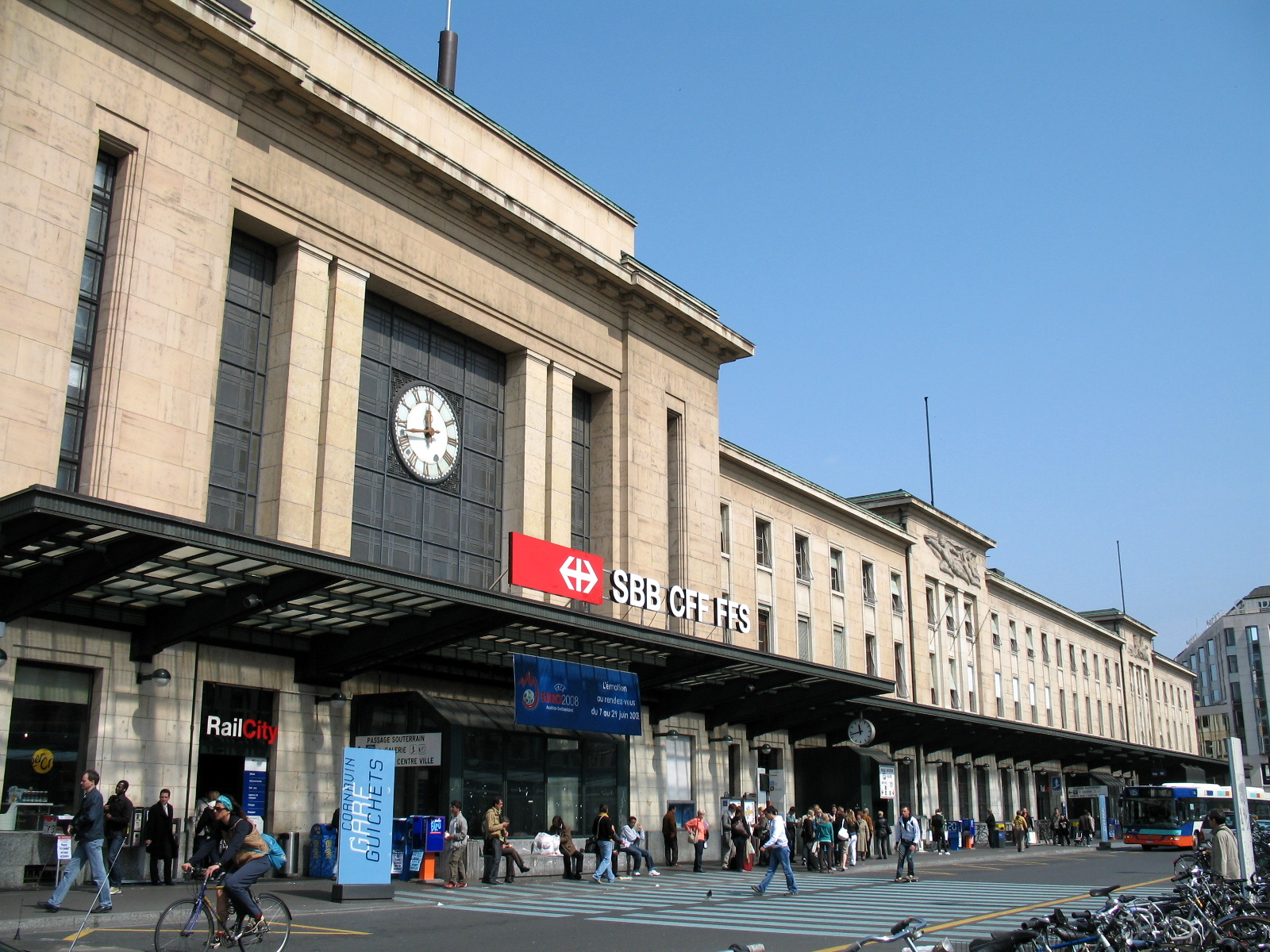
Gare de Genève-Cornavin